# Тундра (селище залізничної станції)
Тундра (рос. Тундра) — залізнична станція в Приморському районі Архангельської області Російської Федерації.
Населення становить 8 осіб. Входить до складу муніципального утворення Лисестровське поселення.

## Історія
Від 2004 року входить до складу муніципального утворення Лисестровське поселення.

## Населення
| 2002 | 2010 | 2012 |
| ---- | ---- | ---- |
| 20   | ↘9   | ↘8   |